# Sakurazaka46
Sakurazaka46 (jap. 櫻坂46; Sakurazaka Forty-six), wcześniej Keyakizaka46 (jap. 欅坂46; Keyakizaka Forty-six) – japońska grupa idolek stworzona przez Yasushiego Akimoto. Jest to pierwsza siostrzana grupa Nogizaka46.
Nazwy Keyakizaka46 i Sakurazaka46 pochodzą od nazw ulic w Roppongi Hills w tokijskiej dzielnicy Minato.

## Historia

### 2015: Powstanie zespołu

Logo Keyakizaka46

22 lutego 2015 roku, podczas Nogizaka46 3rd Year Birthday Live w Seibu Dome, Nogizaka46 ogłosiły plany rekrutacji członków pierwszej generacji do nowego projektu. Ujawniono, że nowa grupa będzie nazywać się Toriizaka46 (jap. 坂居坂46), od obszaru Toriizaka w dystrykcie Roppongi (Minato (Tokio)); rekrutacja rozpoczęła się 28 lipca. Ostateczne przesłuchanie odbyło się 21 sierpnia, tego samego dnia, w którym utworzono Nogizaka46. Wybrano 22 spośród 22509 kandydatek. W tym samym czasie ogłoszono, że nazwa zespołu została nagle zmieniona na Keyakizaka46, jednak powód zmiany nie został podany.
Od 4 października grupa prowadzi własny niedzielny program telewizyjny zatytułowany Keyakitte, kakenai? (jap. 欅って、書けない?) w TV Tokyo. W tym programie 29 listopada Keyakizaka46 zapowiedziały nową członkinię Neru Nagahama (jap. 長濱ねる). Zadebiutowała jako pierwsza członkini podgrupy Hiragana Keyaki (jap. けやき坂46) (obecnie Hinatazaka46), a przesłuchania pozostałych kandydatek rozpoczęto wkrótce potem.
16 grudnia odbył się pierwszy występ zespołu – w programie muzycznym FNS kayōsai stacji Fuji TV. Środkową pozycję w układzie choreograficznym zajmowała najmłodsza członkini Yurina Hirate (jap. 平手友梨奈) (14 lat).

### 2016–2017
W lutym 2016 roku ujawniono, że Keyakizaka46 wyda swój pierwszy singel w dniu 6 kwietnia, pt. „Silent Majority”. Ujawniono również, że utwór tytułowy zostanie wykorzystany w reklamie telewizyjnej aplikacji mobilnej o nazwie Mechakari. W przeciwieństwie do Nogizaka46 wszystkie członkinie oprócz Neru Nagahamy zostały wybrane do zaśpiewania tytułowej piosenki. W pierwszym tygodniu singel sprzedał się w liczbie 261 580 egzemplarzy i zajął pierwsze miejsce na liście Oricon Weekly Singles Chart. Ustanowiły też nowy rekord sprzedaży debiutanckiego singla dla artystek, pokonując wynik „Suki! Suki! Skip!” zespołu HKT48.
Od kwietnia do maja osiemnaście osób wzięło udział w przesłuchaniach do Hiragana Keyakizaka46 przez serwis Showroom. Jedenaście z nich przeszło i zostało oficjalnymi członkami, dołączając do Neru Nagahamy. Poszerzona jednostka wykonała utwór „Hiragana Keyaki” z drugiego singla Keyakizaka46 – „Sekai ni wa ai shika nai”.
Pierwsza TV Drama zespołu, Tokuyama daigorō o dare ga koroshitaka? (jap. 徳山大五郎を誰が殺したか？), miała swoją premierę 16 lipca 2016 roku na kalane TV Tokyo. Utwór „Sekai ni wa ai shika nai” został wykorzystany jako piosenka przewodnia. Grupa pojawiła się również w programie KeyaBingo!, programie wzorowanym na AKBingo! i NogiBingo!.
W 2016 roku grupa po raz pierwszy wystąpiła podczas Kōhaku Uta Gassen. Ponadto Mizuho Habu została pierwszą członkinią, która zadebiutowała jako modelka, biorąc udział w pokazie GirlsAward 2016 Spring/Summer. Trzy kolejne członkinie (Yurina Hirate, Yui Kobayashi i Risa Watanabe) zadebiutowały w kolejnym pokazie – GirlsAward 2016 Autumn/Winter.
W 2017 roku do Hiragana Keyakizaka46 dołączyła druga generacja, składająca się dziewięciu nowych osób. Podgrupa zagrała w serwialu Re:Mind emitowanym na Netflixie. W sierpniu wystąpiły po raz pierwszy na festiwalu Rock in Japan Festival, na którym od tamtej pory pojawiały się co roku.

### 2018–2020: Duże zmiany
W 2018 roku Yui Imaizumi została pierwszą członkinią, która opuściła grupę, zamierzając realizować się w innych formach rozrywki. Poza nią zespół opuściły także m.in. Nanami Yonetani, Manaka Shida (w 2018 r.) i Neru Nagahama (w 2019 r.). W międzyczasie 29 listopada 2018 roku odbyły się wspólne przesłuchania do Sakamichi Series, w których przeszło 39 osób. Jedenaście z nich dołączyło do Nogizaka46, dziewięć do Kanji Keyakizaka46, jedna do Hiragana Keyakizaka46, a pozostałe piętnaście zostało „Sakamichi Kenshūsei” (jap. 坂道研修生; dosł. stażystami Sakamichi), które nie był przypisane do żadnej grupy. Wkrótce potem Hiragana Keyakizaka46 oddzieliła się i utworzyła niezależną grupę znaną jako Hinatazaka46, która wydała swój debiutancki singel „Kyun” w marcu 2019 roku.
8 września 2019 roku, podczas odcinka Keyakitte, kakenai? ustalony został skład senbatsu do 9. singla. W nagraniu poprzednich piosenek tytułowych uczestniczyły wszystkie członkinie zespołu, ale po dodaniu drugiej generacji nie wszyscy członkowie mogli uczestniczyć w kolejnym. Pierwotnie miał ukazać się pod koniec roku, ale premiera została najpierw opóźniona z powodu problemów produkcyjnych, a następnie z powodu nagłego odejścia Yuriny Hirate, planowanej centrum dziewiątego singla.
16 lutego 2020 roku pozostałe czternaście członkiń kenshūsei zostało przydzielonych do odpowiednich zespołów z Sakamichi Series poprzez Showroom. Sześć z nich stało się częścią drugiej generacji zespołu Keyakizaka46.
21 września 2020 roku ogłoszono, że nową nazwą zespołu będzie Sakurazaka46, a zmiana nastąpiła 13 października po ich ostatnim koncercie.

### Od 2020: Sakurazaka46
Pierwszym wydanym singlem grupy po zmianie nazwy był „Nobody’s fault”, wydany 9 grudnia 2020 roku, a niedługo później ukazał się „BAN”. Wraz z wydaniem pierwszego singla wprowadzony został system „Sakura Eight”, w którym osiem członkiń zajmuje dwa pierwsze rzędy formacji. Główną środkową dwóch pierwszych singli była Hikaru Morita, a pobocznymi Karin Fujiyoshi i Ten Yamasaki.
W lipcu 2021 roku odbył się plenerowy koncert W-Keyaki Fes, podczas którego członkinie ogłosiły, że odtąd fani grupy będą nazywać się Buddies. W listopadzie Sakurazaka46 zdobyły międzynarodową nagrodę MTV EMA w kategorii najlepszego lokalnego artysty. 

## Dyskografia

### Single
| Rok               | Tytuł                                                                      | Ranking                     | Ranking                 | Sprzedaż (Oricon) | Sprzedaż (Oricon) | Album                                                                  |
| Rok               | Tytuł                                                                      | Oricon Weekly Singles Chart | Billboard Japan Hot 100 | Oricon            | Billboard Japan   | Album                                                                  |
| Jako Keyakizaka46 | Jako Keyakizaka46                                                          | Jako Keyakizaka46           | Jako Keyakizaka46       | Jako Keyakizaka46 | Jako Keyakizaka46 | Jako Keyakizaka46                                                      |
| ----------------- | -------------------------------------------------------------------------- | --------------------------- | ----------------------- | ----------------- | ----------------- | ---------------------------------------------------------------------- |
| 2016              | „Silent Majority” (jap. サイレントマジョリティー Sairento Majoritī)        | 1                           | 1                       | 452 277           |                   | Masshiro na mono wa yogoshitaku naru                                   |
| 2016              | „Sekai ni wa ai shika nai” (jap. 世界には愛しかない)                       | 1                           | 1                       | 455 589           | 484 102+          | Masshiro na mono wa yogoshitaku naru                                   |
| 2016              | „Futari Saison” (jap. 二人セゾン Futari Sezon)                             | 1                           | 1                       | 620 705           | 685 018+          | Masshiro na mono wa yogoshitaku naru                                   |
| 2017              | „Fukyōwaon” (jap. 不協和音)                                                | 1                           | 1                       | 807 559           | 825 762+          | Masshiro na mono wa yogoshitaku naru                                   |
| 2017              | „Kaze ni fukarete mo” (jap. 風に吹かれても)                                | 1                           | 1                       | 848 328           | 912 807+          | Eien yori nagai isshun ~Ano koro, tashika ni sonzaishita watashitachi~ |
| 2018              | „Glass o ware!” (jap. ガラスを割れ! Garasu o ware!)                        | 1                           | 1                       | 1 036 365         | 1 088 127+        | Eien yori nagai isshun ~Ano koro, tashika ni sonzaishita watashitachi~ |
| 2018              | „Ambivalent” (jap. アンビバレント Anbibarento)                             | 1                           | 1                       | 1 018 301         | 1 063 793+        | Eien yori nagai isshun ~Ano koro, tashika ni sonzaishita watashitachi~ |
| 2019              | „Kuroi hitsuji” (jap. 黒い羊)                                              | 1                           | 1                       | 934 526           | 915 941+          | Eien yori nagai isshun ~Ano koro, tashika ni sonzaishita watashitachi~ |
| 2020              | „Dare ga sono kane o narasu no ka?” (jap. 誰がその鐘を鳴らすのか?) (cyfr.) | –                           | 14                      | 44 221+           | –                 | Eien yori nagai isshun ~Ano koro, tashika ni sonzaishita watashitachi~ |
| Jako Sakurazaka46 |                                                                            |                             |                         |                   |                   |                                                                        |
| 2020              | „Nobody’s fault”                                                           | 1                           | 1                       | 501 622+          | 513 002+          | As you know?                                                           |
| 2021              | „BAN”                                                                      | 1                           | 1                       | 432 036+          |                   | As you know?                                                           |
| 2021              | „Nagaredama” (jap. 流れ弾)                                                 | 1                           | 1                       | 431 419+          |                   | As you know?                                                           |
| 2022              | „Samidare yo” (jap. 五月雨よ)                                              | 1                           | 1                       |                   |                   | As you know?                                                           |

### Albumy
Albumy studyjne
- Masshiro na mono wa yogoshitaku naru (jap. 真っ白なものは汚したくなる) (2017)
- As you know? (2022)

Best album
- Eien yori nagai isshun ~Ano koro, tashika ni sonzaishita watashitachi~ (jap. 永遠より長い一瞬 〜 あの頃、確かに存在した私たち 〜) (2020)